# 篠田南
篠田南（日语：／ Shinoda Minami，1994年6月3日—）是日本的女性聲優，現在是自由身。原VIMS所屬。

## 人物簡介
身高147公分，血型A型，千葉縣出身。
篠田在小學時期因為看了「通靈王」的動畫而對聲優工作產生興趣。高中一年級時進入日本播音演技研究所學習，尚在學中就與諏訪七香及栗山理沙三人共同演出廣播節目「AniLove！GaChaGaCha」，這是她首次參與聲優相關工作。節目播畢後，於2013年加入VIMS事務所。
2014年，篠田在手機遊戲「東京七姐妹」中擔任要角春日部春的聲優，這是她第一個演出的主要角色；同年4月，她不僅於「一週的朋友」當中初次負責電視動畫的配音，更在「認真！AniLove」中首次主持個人的廣播節目。
2016年，篠田在電視動畫《飛翔的魔女》擔任主角木幡真琴的配音，成為她第一次主演的作品。
憧憬的聲優前輩是矢島晶子；與井澤美香子、山本希望等人交情良好。

## 演出作品
※粗體字代表主要角色。

### 電視動畫
2014年
- 一週的朋友（同班同學）
- 晨曦公主（觀眾）

2015年
- 偶像學園（中學生、學生）
- 歌之王子殿下（路人）
- 噬神者（難民、少女）
- 與魔共舞（女學生）

2016年
- 噬神者 隕石篇（少女）
- JoJo的奇妙冒險 不滅鑽石（女學生B）
- Re:從零開始的異世界生活（凱恩）
- 在下坂本，有何貴幹？（女子學生）
- 飛翔的魔女（木幡真琴[3]）
- 小桃小栗 Love Love物語（女子學生）
- 發條精靈戰記 天鏡的極北之星
- 齊木楠雄的災難（女學生C、女性B、女孩子）
- 魔法少女育成計劃（男子B）
- 競女!!!!!!!!（學生）
- Classicaloid（朋友A）

2017年
- 風夏（女性客）
- 亞人醬有話要說（町京子）

2018年
- Slow Start（關根桃花）
- 龍王的工作！（生石飛鳥）
- 漫畫女孩（小夢的導師）
- 惡魔高校D×D HERO（勒菲·潘德拉岡）
- 最終休止符 -無止境的螺旋物語-（亞露露）
- 千緒的通學路（拓君[4]）
- 終將成為妳（女學生）
- JoJo的奇妙冒險 黃金之風（女觀光客1）
- 叛逆性百萬亞瑟王（女學生）

2019年
- 魔法水果籃（前輩、男孩子）
- BAKUMATSU CRISIS（小孩）
- 美妙射擊部（佐藤千代[5]）

2020年
- 噴嚏大魔王2020（弟）
- 戀與製作人 ～EVOL×LOVE～（小孩）
- 月歌。 THE ANIMATION2（葵〈幼少期〉）
- A3!（觀眾）

2022年
- JoJo的奇妙冒險 石之海（女囚B）
- 花火醬總是遲到（觀眾C、客C、少年）

2023年
- 永久少年 Eternal Boys（淺井悠〈少年〉、ユッキー）
- 怕痛的我，把防禦力點滿就對了2（雛田）

2024年
- RINKAI！女子競輪（松戶梨花[6]）

### OVA
2014年
- 單色小姐 -The Animation-（MANAGER）

2017年
- 碧藍幻想 The Animation Extra 2（小孩E）

2018年
- Re:從零開始的異世界生活 Memory Snow（凱恩）

### 劇場動畫
2021年
- Tokyo 7th Sisters -我們化作青空-（春日部春）

### 網路動畫
2016年
- 小桃小栗 Love Love物語（女學生）
- 飛翔的魔女 Petit（木幡真琴）
- 星期一的豐滿（牙科助手）

2017年
- Monster Sonic! 達太喵的偶像宣言（諾諾）

2018年
- 怪物彈珠（艾莉雅）

2022年
- 小太郎一個人生活（拓也[7]）

### 遊戲
2014年
- 東京七姐妹（春日部春[8]）
- 天空艦隊（伊絲塔、安莉、優香、碧西）

2015年
- 萬千回憶（蜜拉貝兒、米亞）
- Diss World（芙蘿瓦、修特蘆姆）

2017年
- 碧藍航線（列克星頓、格奈森瑙）

2018年
- 闪耀幻想曲（吴织亚切[9]）
- 天華百劍-斬（義元左文字）

2023年
- 賽馬娘 Pretty Derby（跳舞城）
- 超異域公主連結 Re:Dive（鳳凰）

### 音樂CD
| 發售日期 | 標題                                                           | 名義 | 樂曲                                                               | 商業搭配                           |
| 2014年   | 2014年                                                         | 2014年 | 2014年                                                             | 2014年                             |
| -------- | -------------------------------------------------------------- | --- | ------------------------------------------------------------------ | ---------------------------------- |
| 12月28日 | t7s Longing for summer                                         | WITCH NUMBER 4 春日部春（篠田南）、角森蘿娜（加隈亞衣）、野原姬（中島唯）、芹澤桃香（井澤詩織） | 「PRIZM♪RIZM」                                                     | 手機遊戲「東京七姐妹」             |
| 2015年   |                                                                | |                                                                    |                                    |
| 05月20日 | H-A-J-I-M-A-L-B-U-M-!!                                         | 777☆SISTERS 春日部春（篠田南）、天堂寺結（高田憂希）、角森蘿娜（加隈亞衣）、野原姬（中島唯）、芹澤桃香（井澤詩織）、臼田堇（清水彩香）、神城翠（道井悠）、久遠寺靜香（今井麻夏）、亞歷山大·蘇斯（大西沙織）、晴海鰆（中村櫻）、晴海鰍（高井舞香）、晴海真珠（桑原由氣） | 「H-A-J-I-M-A-R-I-U-T-A-!!」 「Cocoro Magical」 「KILL☆ER☆TUNE☆R」 | 手機遊戲「東京七姐妹」             |
| 05月20日 | H-A-J-I-M-A-L-B-U-M-!!                                         | WITCH NUMBER 4 春日部春（篠田南）、角森蘿娜（加隈亞衣）、野原姬（中島唯）、芹澤桃香（井澤詩織） | 「SAKURA」                                                         | 手機遊戲「東京七姐妹」             |
| 07月29日 | 僕らは青空になる/FUNBARE☆RUNNER                                | 777☆SISTERS 春日部春（篠田南）、天堂寺結（高田憂希）、角森蘿娜（加隈亞衣）、野原姬（中島唯）、芹澤桃香（井澤詩織）、臼田堇（清水彩香）、神城翠（道井悠）、久遠寺靜香（今井麻夏）、亞歷山大·蘇斯（大西沙織）、晴海鰆（中村櫻）、晴海鰍（高井舞香）、晴海真珠（桑原由氣） | 「僕らは青空になる」 「FUNBARE☆RUNNER」                            | 手機遊戲「東京七姐妹」             |
| 11月18日 | TVアニメ『モンスター娘のいる日常』オリジナル・サウンドトラック | ANM48 相内沙英、篠田南、千本木彩花、泊明日菜、新田日和、松田利冴 | 「エブリデイけもみみ」 「狩りたかった」                            | 電視動畫「魔物娘的同居日常」插入歌 |
| 12月9日  | Snow in “I love you”                                           | 777☆SISTERS 春日部春（篠田南）、天堂寺結（高田憂希）、角森蘿娜（加隈亞衣）、野原姬（中島唯）、芹澤桃香（井澤詩織）、臼田堇（清水彩香）、神城翠（道井悠）、久遠寺靜香（今井麻夏）、亞歷山大·蘇斯（大西沙織）、晴海鰆（中村櫻）、晴海鰍（高井舞香）、晴海真珠（桑原由氣） | 「Snow in “I love you”」                                           | 手機遊戲「東京七姐妹」             |
| 12月9日  | Snow in “I love you”                                           | はる☆ジカ（小さな） 春日部春（篠田南）、晴海鰍（高井舞香） | 「ハネ☆る!!」                                                      | 手機遊戲「東京七姐妹」             |
| 2016年   |                                                                | |                                                                    |                                    |
| 4月27日  | 日常の魔法                                                     | 木幡真琴（篠田南）、倉本千夏（鈴木繪理） | 「日常の魔法」                                                     | 電視動畫「飛翔的魔女」             |
| 4月27日  | 日常の魔法                                                     | 木幡真琴（篠田南） | 「あしたもあした」                                                 | 電視動畫「飛翔的魔女」             |

## 外部連結
- 事務所公開簡歷 （页面存档备份，存于）（日語）
- 篠田南的X（前Twitter）（日語）